# Justin Deas
Justin Deas, właśc. Justin Traylor Deas (ur. 30 marca 1948 w Connellsville) – amerykański aktor. 

## Życiorys
Urodził się w Connellsville w hrabstwie Fayette w stanie Pensylwania. Dzięki podróżom ojca Justin dorastał na całym Wschodnim wybrzeżu, a także w miejscach tak odległych za granicą, jak Meksyk i Teheran. Uczęszczał do College of William & Mary i większość swojej edukacji teatralnej odbył w zaawansowanej klasie Johna Housemana w Juilliard School w Nowym Jorku.
Grał różnorodne role szekspirowskie, w tym księcia w komedii Miarka za miarkę na scenie Folger Theater Center w Waszyngtonie i Mercutio w Romeo i Julii w Guthrie Theatre w Minneapolis. Na Festiwalu Szekspirowskim w Dallas wystąpił w Komedii omyłek i Burzy, a także w Nowym Jorku jako Brutus w Juliuszu Cezarze w Brooklyn Academy of Music oraz w roli tytułowego duńskiego księcia w Hamlecie w Manhattan Theatre Club.
W 1978 trafił na Broadway w podwójnej roli Donny’ego i Briana w sztuce Ludzie listopada. W musicalu Grease zagrał Kenickiego. Wystąpił w ACT Theatre w Seattle w sztuce Davida Rabe’a Streamers, na Off-off-Broadwayu w spektaklu Gwiazdy porno w domu oraz w sztuce Beth Henley Zbrodnie serca.
Od 30 listopada 1982 do 13 kwietnia 1984 grał postać Toma Hughesa w operze mydlanej CBS As the World Turns, za którą w 1984 został uhonorowany Nagrodą Emmy dla wybitnego aktora drugoplanowego w serialu dramatycznym dziennym. Od 30 maja 1986 do 17 maja 1988 był obsadzony w roli Keitha Timmonsa w operze mydlanej NBC Santa Barbara, za którą dwukrotnie w 1988 i 1989 otrzymał Nagrodę Emmy. W 1991 wystąpił w roli detektywa H.E. Webera w produkcji off-Broadwayowskiej Ziemia i niebo.
Od 9 września 1992 do 18 lutego 1998 był odtwórcą roli Buzza Coopera w operze mydlanej CBS Guiding Light, za którą trzykrotnie w 1994, 1995 i 1997 zdobył Nagrodę Emmy.
8 sierpnia 1967 zawarł związek małżeński z Jody Catlin, z którą ma córkę Artist Yvette (ur. 1968). W 1978 doszło do rozwodu. 23 stycznia 1988 poślubił Margaret Mary Colin, z którą ma dwóch synów – Josepha i Sama.

## Filmografia

### Filmy
- 1986: Kochanek marzeń (Dream Lover) jako Kevin McCann
- 1986: Bliscy nieznajomi (Intimate Strangers, TV) jako Brad Bierston
- 1987: U.S. Marshals: Waco & Rhinehart (TV) jako Milo Rhinehart
- 1987: A Stranger Waits (TV) jako Mike Webber
- 1987: Cameo by Night (TV) jako detektyw Bellflower
- 1990: Montana (TV) jako Clyde
- 1992: Szuler jako Baron Rudolf de Seve
- 2002: A Wedding Story: Josh and Reva (TV) jako Buzz Cooper
- 2007: Polycarp jako Jack Kinard
- 2008: The Drum Beats Twice jako oficer Russ
- 2008: iMurders jako prezydent uniwersytetu
- 2010: An Affirmative Act jako gubernator Packer Winstroll
- 2015: Rock Story jako Bones
- 2016: Joker’s Wild jako Jack
- 2017: Price for Freedom jako agent Richard Wallace
- 2017: Cries of the Unborn jako sędzia Soloman
- 2019: American Criminal jako juror

### Seriale
- 1975–1978: Ryan’s Hope jako Bucky Carter
- 1981–1984: As the World Turns jako Tom Hughes
- 1987: Tylko jedno życie jako Marco Dane
- 1985: Opowieści z ciemnej strony jako Heat Jones
- 1986–1988: Santa Barbara jako Keith Timmons
- 1989: Studio 5-B jako Jake Gallagher
- 1992: Bar widmo jako Edward
- 1992: Gliniarz i prokurator jako tony Stanz
- 1993–2009: Guiding Light jako Buzz Cooper
- 2010: Steamboat jako Scott